# Cystobia grassei
Cystobia grassei is een soort in de taxonomische indeling van de Myzozoa, een stam van microscopische parasitaire dieren. Het organisme komt uit het geslacht Cystobia en behoort tot de familie Urosporidae. Cystobia grassei werd in 1961 ontdekt door Changeux.